# Coupe Memorial 2012
Navigation
Édition précédente Édition suivante
L'édition 2012 de la Coupe Memorial est présentée du 18 au 27 mai 2012 à Shawinigan, dans la province de Québec. Elle regroupe les champions de chacune des divisions de la Ligue canadienne de hockey, soit la Ligue de hockey junior majeur du Québec (LHJMQ), la Ligue de hockey de l'Ontario (LHO) et la Ligue de hockey de l'Ouest (LHOu).

## Équipes participantes
- Les Sea Dogs de Saint-Jean représentent la Ligue de hockey junior majeur du Québec.
- Les Knights de London représentent la Ligue de hockey de l'Ontario.
- Les Oil Kings d'Edmonton représentent la Ligue de hockey de l'Ouest.
- Les Cataractes de Shawinigan de la LHJMQ représentent l'équipe hôte.

## Classement du tour préliminaire
La première équipe est qualifiée directement pour la finale. Les deux équipes suivantes se rencontrent en demi-finale.
| Clt   | Équipe                   | PJ | V | D | BP | BC | Pts |
| ----- | ------------------------ | -- | - | - | -- | -- | --- |
| +001, | Knights de London        | 3  | 2 | 1 | 11 | 10 | 4   |
| +002, | Sea Dogs de Saint-Jean   | 3  | 2 | 1 | 12 | 8  | 4   |
| +003, | Cataractes de Shawinigan | 3  | 1 | 2 | 10 | 10 | 2   |
| +004, | Oil Kings d'Edmonton     | 3  | 1 | 2 | 7  | 12 | 2   |

- Finaliste
- Demi-finaliste

Pour la première fois depuis la mise en place du format actuel du tournoi en 1983, après avoir joué deux matchs, les quatre équipes se retrouvent à égalité avec une fiche d'une victoire et une défaite chacune. À l'issue du troisième match, Shawinigan et Edmonton terminent le tour préliminaire avec le même nombre de victoires. Un barrage est alors organisé afin de déterminer l'équipe accédant à la demi-finale. Shawinigan remporte le match 6-1 et se qualifie.

## Effectifs
Voici la liste des joueurs représentant chaque équipe.
| No | Nom                    | Poste |
| -- | ---------------------- | ----- |
| 2  | Dillon Donnelly        | D     |
| 3  | Jonathan Racine        | D     |
| 4  | Morgan Ellis           | D     |
| 8  | Mitchell Maynard       | A     |
| 9  | Yannick Veilleux       | A     |
| 11 | Frédérick Gaudreau     | A     |
| 12 | Patrick Volpe          | D     |
| 15 | Jonathan Narbonne      | D     |
| 22 | Alexandre Grandmaison  | A     |
| 24 | Dylan Labbé            | D     |
| 28 | Justin Haché           | D     |
| 31 | Alex Dubeau            | G     |
| 36 | Brandon Gormley        | D     |
| 38 | Gabriel Girard         | G     |
| 44 | Félix-Antoine Bergeron | A     |
| 54 | Maximilien Le Sieur    | A     |
| 60 | Pierre-Olivier Morin   | A     |
| 62 | Michael Chaput         | A     |
| 72 | Loïk Poudrier          | A     |
| 77 | Kirill Kabanov         | A     |
| 78 | Michaël Bournival      | A     |
| 79 | Anton Zlobine          | A     |
| 91 | Vincent Arseneau       | A     |
| 92 | Peter Sakaris          | A     |

| No | Nom                       | Poste |
| -- | ------------------------- | ----- |
| 3  | Charlie Coyle             | A     |
| 4  | Ian Saab                  | D     |
| 6  | Jason Seed                | D     |
| 7  | Zack Phillips             | A     |
| 8  | Spencer MacDonald         | D     |
| 9  | Stephen MacAulay          | A     |
| 11 | Jonathan Huberdeau        | A     |
| 12 | Devon Oliver-Dares        | A     |
| 13 | Tomas Jurco               | A     |
| 14 | Jason Cameron             | A     |
| 18 | Danick Gauthier           | A     |
| 19 | Ryan Tesink               | A     |
| 21 | Kevin Gagné               | D     |
| 22 | Aidan Kelly               | A     |
| 23 | Pierre Durepos            | D     |
| 25 | Maxime Villemaire         | A     |
| 26 | Grant West                | A     |
| 27 | Oliver Cooper             | A     |
| 28 | Nathan Beaulieu           | D     |
| 33 | Sébastien Auger           | G     |
| 35 | Mathieu Corbeil-Thériault | G     |
| 55 | Charles-Olivier Roussel   | D     |
| 97 | Stanislav Galiev          | A     |

| No | Nom                   | Poste |
| -- | --------------------- | ----- |
| 2  | Olli Maatta           | D     |
| 3  | Brett Cook            | D     |
| 6  | Scott Harrington      | D     |
| 14 | Tommy Hughes          | D     |
| 16 | Max Domi              | A     |
| 17 | Seth Griffith         | A     |
| 18 | Vladislav Namestnikov | A     |
| 20 | Kevin Raine           | D     |
| 21 | Mark Cundari          | D     |
| 24 | Jarred Tinordi        | D     |
| 26 | Colin Martin          | A     |
| 27 | Brett Welychka        | A     |
| 29 | Michael Houser        | G     |
| 35 | Jake Patterson        | G     |
| 39 | Kyle Flemington       | D     |
| 41 | Tyson Teichmann       | G     |
| 46 | Matt Rupert           | A     |
| 51 | Austin Watson         | A     |
| 53 | Bo Horvat             | A     |
| 64 | Ryan Rupert           | A     |
| 71 | Chris Tierney         | A     |
| 77 | Josh Anderson         | A     |
| 86 | Andreas Athanasiou    | A     |
| 92 | Greg McKegg           | A     |
| 97 | Jared Knight          | A     |

| No | Nom               | Poste |
| -- | ----------------- | ----- |
| 2  | Cody Corbett      | D     |
| 3  | Mark Pysyk        | D     |
| 4  | Keegan Lowe       | D     |
| 5  | Ashton Sautner    | D     |
| 7  | Stephane Legault  | A     |
| 8  | Griffin Reinhart  | D     |
| 9  | Klarc Wilson      | A     |
| 10 | Henrik Samuelsson | A     |
| 11 | Dylan Wruck       | A     |
| 12 | Cole Benson       | A     |
| 16 | T.J. Foster       | A     |
| 17 | Jordan Peddle     | A     |
| 18 | Michael St. Croix | A     |
| 20 | Rhett Rachinski   | A     |
| 21 | Travis Ewanyk     | A     |
| 22 | Ryan Dech         | D     |
| 23 | Tyler Maxwell     | A     |
| 24 | Mason Geertsen    | D     |
| 25 | Tristan Sieben    | A     |
| 26 | Kristiāns Pelšs   | A     |
| 27 | Curtis Lazar      | A     |
| 28 | Martin Gernat     | D     |
| 29 | Mitchell Moroz    | A     |
| 30 | Tristan Jarry     | G     |
| 31 | Laurent Brossoit  | G     |

## Résultats

### Résultats du tour préliminaire
Voici les résultats du tour préliminaire :

| 18 mai 2012 | Oil Kings d'Edmonton | 4-3 (1-1, 0-0, 3-2) | Cataractes de Shawinigan | Centre Bionest, Shawinigan 4 300 spectateurs |

| Feuille de match | Feuille de match | Feuille de match                                                                | Feuille de match                                                                      | Feuille de match                    |
| ---------------- | --- | ------------------------------------------------------------------------------- | ------------------------------------------------------------------------------------- | ----------------------------------- |
|                  | Pelšs (St. Croix) - 2:41 - aucun but Reinhart - 1:01 Gernat (Pysyk, Rachinski) - 5:40 - Samuelsson (Legault, Reinhart) - 13:42 | Première Période 1-0 1-1 Deuxième Période Troisième Période 2-1 3-1 3-2 3-3 4-3 | - 8:36 - Chaput (Gormley) (AN) aucun but - 6:37 - Zlobine (Poudrier) 13:19 - Chaput - | Arbitrage : Sean Reid Nicolas Dutil |
| Laurent Brossoit | Gardiens | Alex Dubeau                                                                     |                                                                                       | Arbitrage : Sean Reid Nicolas Dutil |
| 13 min           | Pénalités | 11 min                                                                          |                                                                                       | Arbitrage : Sean Reid Nicolas Dutil |
| 25               | Tirs | 33                                                                              |                                                                                       | Arbitrage : Sean Reid Nicolas Dutil |

| 19 mai 2012 | Sea Dogs de Saint-Jean | 3-5 (1-2, 1-1, 1-2) | Knights de London | Centre Bionest, Shawinigan 4 537 spectateurs |

| Feuille de match          | Feuille de match                                                                                 | Feuille de match                                                                    | Feuille de match | Feuille de match                        |
| ------------------------- | ------------------------------------------------------------------------------------------------ | ----------------------------------------------------------------------------------- | --- | --------------------------------------- |
|                           | Roussel (IN) - 1:37 - Huberdeau (Coyle) (IN) - 17:57 - Tesink (Beaulieu, Roussel) (AN) - 12:01 - | Première Période 1-0 1-1 1-2 Deuxième Période 1-3 2-3 Troisième Période 2-4 3-4 3-5 | - 14:11 - Domi (Harrington, Knight) 15:35 - Namestnikov (Griffith, Ferry) 12:41 - Griffith (Ferry, Watson) - 10:49 - Waston (Rupert) - 19:07 - Namestnikov (Waston, Griffith) (AN) | Arbitrage : Jonathan Langille Pat Smith |
| Mathieu Corbeil-Thériault | Gardiens                                                                                         | Michael Houser                                                                      | | Arbitrage : Jonathan Langille Pat Smith |
| 22 min                    | Pénalités                                                                                        | 16 min                                                                              | | Arbitrage : Jonathan Langille Pat Smith |
| 25                        | Tirs                                                                                             | 24                                                                                  | | Arbitrage : Jonathan Langille Pat Smith |

| 20 mai 2012 | Cataractes de Shawinigan | 6-2 (1-1, 2-1, 3-0) | Knights de London | Centre Bionest, Shawinigan 4 674 spectateurs |

| Feuille de match | Feuille de match | Feuille de match                                                                    | Feuille de match                                                         | Feuille de match                        |
| ---------------- | --- | ----------------------------------------------------------------------------------- | ------------------------------------------------------------------------ | --------------------------------------- |
|                  | - Bournival (Gormley, Chaput) - 16:23 Gormley (Narbonne, Kabanov) - 0:57 Poudrier (IN) - 10:37 - Morin - 3:20 Gormley (Chaput, Bournival) (AN) - 9:44 Chaput (Kabanov, Poudrier) (FD) - 18:15 | Première Période 0-1 1-1 Deuxième Période 2-1 3-1 3-2 Troisième Période 4-2 5-2 6-2 | 10:47 - Anderson (Hughes) - 10:59 - Athanasiou (Harrington, Domi) (AN) - | Arbitrage : Jonathan Langille Sean Reid |
| Gabriel Girard   | Gardiens | Michael Houser                                                                      |                                                                          | Arbitrage : Jonathan Langille Sean Reid |
| 27 min           | Pénalités | 31 min                                                                              |                                                                          | Arbitrage : Jonathan Langille Sean Reid |
| 33               | Tirs | 26                                                                                  |                                                                          | Arbitrage : Jonathan Langille Sean Reid |

| 21 mai 2012 | Sea Dogs de Saint-Jean | 5-2 (1-1, 2-1, 2-0) | Oil Kings d'Edmonton | Centre Bionest, Shawinigan 3 965 spectateurs |

| Feuille de match          | Feuille de match | Feuille de match                                                                | Feuille de match                                                                | Feuille de match                    |
| ------------------------- | --- | ------------------------------------------------------------------------------- | ------------------------------------------------------------------------------- | ----------------------------------- |
|                           | Phillips - 4:23 - Huberdeau (Coyle) - 4:42 Gauthier (Coyle, Gagné) - 15:53 - Phillips (Jurco) - 18:23 Tesink (Huberdeau) (FD) - 19:55 | Première Période 1-0 1-1 Deuxième Période 2-1 3-1 3-2 Troisième Période 4-2 5-2 | - 7:03 - Pelšs (Samuelsson, Pysyk) (AN) - 16:56 - Legault (Samuelsson, Lazar) - | Arbitrage : Nicolas Dutil Pat Smith |
| Mathieu Corbeil-Thériault | Gardiens | Laurent Brossoit                                                                |                                                                                 | Arbitrage : Nicolas Dutil Pat Smith |
| 14 min                    | Pénalités | 10 min                                                                          |                                                                                 | Arbitrage : Nicolas Dutil Pat Smith |
| 34                        | Tirs | 27                                                                              |                                                                                 | Arbitrage : Nicolas Dutil Pat Smith |

| 22 mai 2012 | Knights de London | 4-1 (2-1, 1-0, 1-0) | Oil Kings d'Edmonton | Centre Bionest, Shawinigan 3 955 spectateurs |

| Feuille de match | Feuille de match | Feuille de match                                                        | Feuille de match                       | Feuille de match                |
| ---------------- | --- | ----------------------------------------------------------------------- | -------------------------------------- | ------------------------------- |
|                  | R.Rupert (M. Rupert) - 1:17 Horvat (Tierney, Athanasiou) - 11:20 - McKegg (Domi, Houser) - 11:24 Watson (FD) - 19:07 | Première Période 1-0 2-0 2-1 Deuxième Période 3-1 Troisième Période 4-1 | - 19:57 - Lowe (Samuelsson, Legault) - | Arbitrage : Sean Reid Pat Smith |
| Michael Houser   | Gardiens | Laurent Brossoit                                                        |                                        | Arbitrage : Sean Reid Pat Smith |
| 14 min           | Pénalités | 10 min                                                                  |                                        | Arbitrage : Sean Reid Pat Smith |
| 28               | Tirs | 21                                                                      |                                        | Arbitrage : Sean Reid Pat Smith |

| 23 mai 2012 | Cataractes de Shawinigan | 1-4 (0-2, 1-1, 0-1) | Sea Dogs de Saint-Jean | Centre Bionest, Shawinigan 4 687 spectateurs |

| Feuille de match | Feuille de match                         | Feuille de match                                                        | Feuille de match | Feuille de match                            |
| ---------------- | ---------------------------------------- | ----------------------------------------------------------------------- | --- | ------------------------------------------- |
|                  | - Zlobine (Ellis, Chaput) (AN) - 18:55 - | Première Période 0-1 0-2 Deuxième Période 0-3 1-3 Troisième Période 1-4 | 4:19 - Huberdeau (Coyle) 19:29 - Galiev (Beaulieu, Huberdeau) (AN) 16:05 - Tesink (Beaulieu) - 18:28 - Huberdeau (Gauthier, Roussel) (FD) | Arbitrage : Nicolas Dutil Jonathan Langille |
| Gabriel Girard   | Gardiens                                 | Mathieu Corbeil-Thériault                                               | | Arbitrage : Nicolas Dutil Jonathan Langille |
| 41 min           | Pénalités                                | 31 min                                                                  | | Arbitrage : Nicolas Dutil Jonathan Langille |
| 31               | Tirs                                     | 38                                                                      | | Arbitrage : Nicolas Dutil Jonathan Langille |

### Barrage
| 24 mai 2012 | Cataractes de Shawinigan | 6-1 (2-0, 4-1, 0-0) | Oil Kings d'Edmonton | Centre Bionest, Shawinigan 4 242 spectateurs |

| Feuille de match | Feuille de match | Feuille de match                                                                | Feuille de match                                | Feuille de match                |
| ---------------- | --- | ------------------------------------------------------------------------------- | ----------------------------------------------- | ------------------------------- |
|                  | Veilleux (Gormley, Kabanov) - 7:30 Ellis (Gormley, Chaput) (AN) - 17:01 Zlobine (Chaput, Ellis) - 1:54 Kabanov - 2:56 Bournival (Ellis, Gormley) (AN) - 8:11 Morin(IN) - 13:59 - aucun but | Première Période 1-0 2-0 Deuxième Période 3-0 4-0 5-0 6-0 6-1 Troisième Période | - 16:50 - Samuelsson (Pysyk, Legault) aucun but | Arbitrage : Sean Reid Pat Smith |
| Gabriel Girard   | Gardiens | Laurent Brossoit                                                                |                                                 | Arbitrage : Sean Reid Pat Smith |
| 12 min           | Pénalités | 12 min                                                                          |                                                 | Arbitrage : Sean Reid Pat Smith |
| 31               | Tirs | 30                                                                              |                                                 | Arbitrage : Sean Reid Pat Smith |

### Demi-finale
| 25 mai 2012 | Cataractes de Shawinigan | 7-4 (2-2, 2-1, 3-1) | Sea Dogs de Saint-Jean | Centre Bionest, Shawinigan 4 763 spectateurs |

| Feuille de match | Feuille de match | Feuille de match                                                                                | Feuille de match | Feuille de match                |
| ---------------- | --- | ----------------------------------------------------------------------------------------------- | --- | ------------------------------- |
|                  | - Bournival (Gormley, Zlobine) - 6:51 Gormley (Chaput, Zlobine)- 9:24 - Poudrier (Le Sieur, Arseneau) - 9:14 Chaput (Bournival, Zlobine) (AN) - 10:39 - Veilleux (Ellis, Gormley) - 13:14 Chaput (FD) - 19:08 Morin (Maynard) - 19:50 | Première Période 0-1 1-1 2-1 2-2 Deuxième Période 3-2 4-2 4-3 Troisième Période 4-4 5-4 6-4 7-4 | 4:29 - Phillips (Beaulieu) - 12:35 - Jurco (Gagné, Durepos) (AN) - 16:39 - Huberdeau (IN) 9:16 - Jurco (Phillips) - | Arbitrage : Sean Reid Pat Smith |
| Gabriel Girard   | Gardiens | Mathieu Corbeil-Thériault                                                                       | | Arbitrage : Sean Reid Pat Smith |
| 10 min           | Pénalités | 18 min                                                                                          | | Arbitrage : Sean Reid Pat Smith |
| 37               | Tirs | 28                                                                                              | | Arbitrage : Sean Reid Pat Smith |

### Finale
| 27 mai 2012 | Cataractes de Shawinigan | 2-1 (0-1, 1-0, 0-0, 1-0) | Knights de London | Centre Bionest, Shawinigan 5 250 spectateurs |

| Feuille de match | Feuille de match                                                               | Feuille de match                                                                 | Feuille de match                             | Feuille de match                |
| ---------------- | ------------------------------------------------------------------------------ | -------------------------------------------------------------------------------- | -------------------------------------------- | ------------------------------- |
|                  | - Zlobine (Kabanov, Ellis) - 3:01 aucun but Zlobine (Bournival, Chaput)- 17:51 | Première Période 0-1 Deuxième Période 1-1 Troisième Période 1-1 Prolongation 2-1 | Rupert (Watson, Rupert) - 5:42 - aucun but - | Arbitrage : Sean Reid Pat Smith |
| Gabriel Girard   | Gardiens                                                                       | Michael Houser                                                                   |                                              | Arbitrage : Sean Reid Pat Smith |
| 2 min            | Pénalités                                                                      | 4 min                                                                            |                                              | Arbitrage : Sean Reid Pat Smith |
| 37               | Tirs                                                                           | 36                                                                               |                                              | Arbitrage : Sean Reid Pat Smith |

## Statistiques

### Meilleurs pointeurs
| Joueur             | Équipe     | PJ | B | A | Pts | Pun |
| ------------------ | ---------- | -- | - | - | --- | --- |
| Michael Chaput     | Shawinigan | 6  | 5 | 7 | 12  | 4   |
| Anton Zlobine      | Shawinigan | 6  | 5 | 4 | 9   | 0   |
| Brandon Gormley    | Shawinigan | 6  | 3 | 6 | 9   | 6   |
| Jonathan Huberdeau | Saint-Jean | 4  | 5 | 2 | 7   | 10  |
| Michaël Bournival  | Shawinigan | 6  | 3 | 4 | 7   | 8   |
| Henrik Samuelsson  | Edmonton   | 4  | 2 | 3 | 5   | 8   |
| Austin Watson      | London     | 4  | 2 | 3 | 5   | 0   |
| Morgan Ellis       | Shawinigan | 6  | 1 | 4 | 5   | 6   |
| Kirill Kabanov     | Shawinigan | 6  | 1 | 4 | 5   | 0   |
| Zack Phillips      | Saint-Jean | 4  | 3 | 1 | 4   | 4   |

### Meilleurs gardiens
| Joueur                    | Équipe     | PJ | V | D | DP | Bl | Moy  | %Arr   |
| ------------------------- | ---------- | -- | - | - | -- | -- | ---- | ------ |
| Gabriel Girard            | Shawinigan | 5  | 4 | 1 | 0  | 0  | 2,08 | 93,0 % |
| Michael Houser            | London     | 4  | 2 | 2 | 0  | 0  | 2.58 | 90,4 % |
| Mathieu Corbeil-Thériault | Saint-Jean | 4  | 2 | 2 | 0  | 0  | 3,51 | 88,1 % |
| Laurent Brossoit          | Edmonton   | 4  | 1 | 3 | 0  | 0  | 4,04 | 87,1 % |

## Honneurs individuels
Cette section présente les meilleurs joueurs du tournoi.

### Trophées
- Trophée Stafford-Smythe (meilleur joueur) : Michael Chaput (Shawinigan)
- Trophée George-Parsons (meilleur esprit sportif) : Zack Phillips (Saint-Jean)
- Trophée Hap-Emms (meilleur gardien) : Gabriel Girard (Shawinigan)
- Trophée Ed-Chynoweth (meilleur buteur) : Michael Chaput (Shawinigan)

### Équipe d'étoiles
- Gardien : Michael Houser (London)
- Défenseurs : Jarred Tinordi (London) et Brandon Gormley (Shawinigan)
- Attaquants : Austin Watson (London), Michael Chaput (Shawinigan) et Henrik Samuelsson (Edmonton)